# Crassula alticola
Crassula alticola är en fetbladsväxtart som beskrevs av R.B. Fernandes. Crassula alticola ingår i släktet krassulor, och familjen fetbladsväxter. Inga underarter finns listade i Catalogue of Life.